# Phlebopenes pilipes
Phlebopenes pilipes är en stekelart som först beskrevs av Cameron 1884.  Phlebopenes pilipes ingår i släktet Phlebopenes och familjen hoppglanssteklar. Inga underarter finns listade i Catalogue of Life.